# Eriauchenius workmani
Eriauchenius workmani là một loài nhện trong họ Archaeidae. Loài này phân bố ở Madagascar.